# Festival of Fools
Het Festival of Fools was tussen 1975 en 1984 een jaarlijks theaterfestival in de Nederlandse stad Amsterdam.
Het festival werd in 1975 voor het eerst georganiseerd. Een van de initiators was Jango Edwards. Een belangrijke festivallocatie was het ADM- en het NDSM-terrein. Vele tientallen muzikanten, clowns, theatergroepen enzovoort traden er op waarbij tenten en boten als decor konden dienen. Tot de bekende optredende theatergroepen behoorde Dogtroep.
Gaandeweg is er kruisbestuiving ontstaan waardoor ook theaterfestival Oerol is ontsproten.

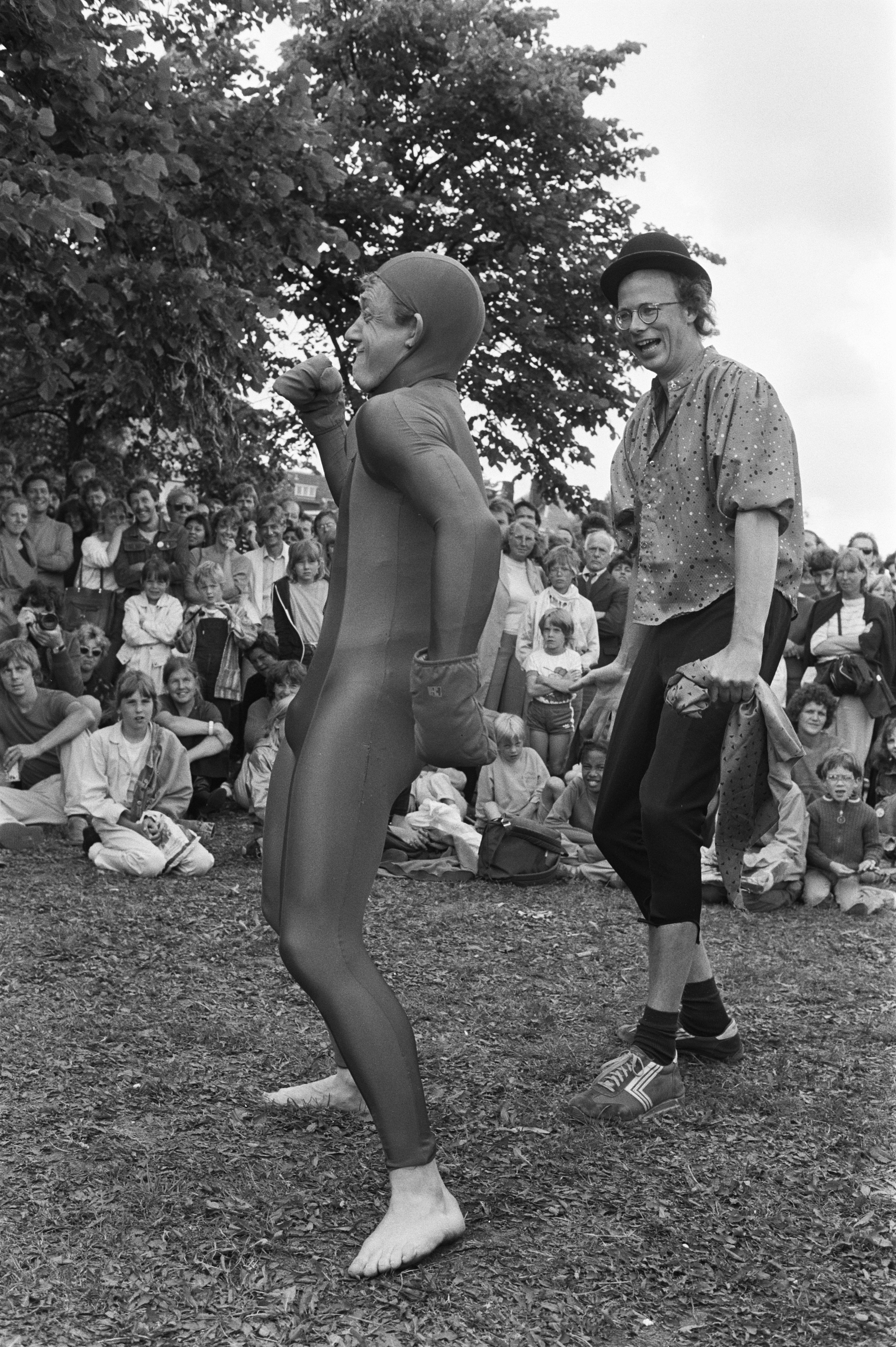
Festival of Fools, 1982. Marcel Antonisse / Anefo
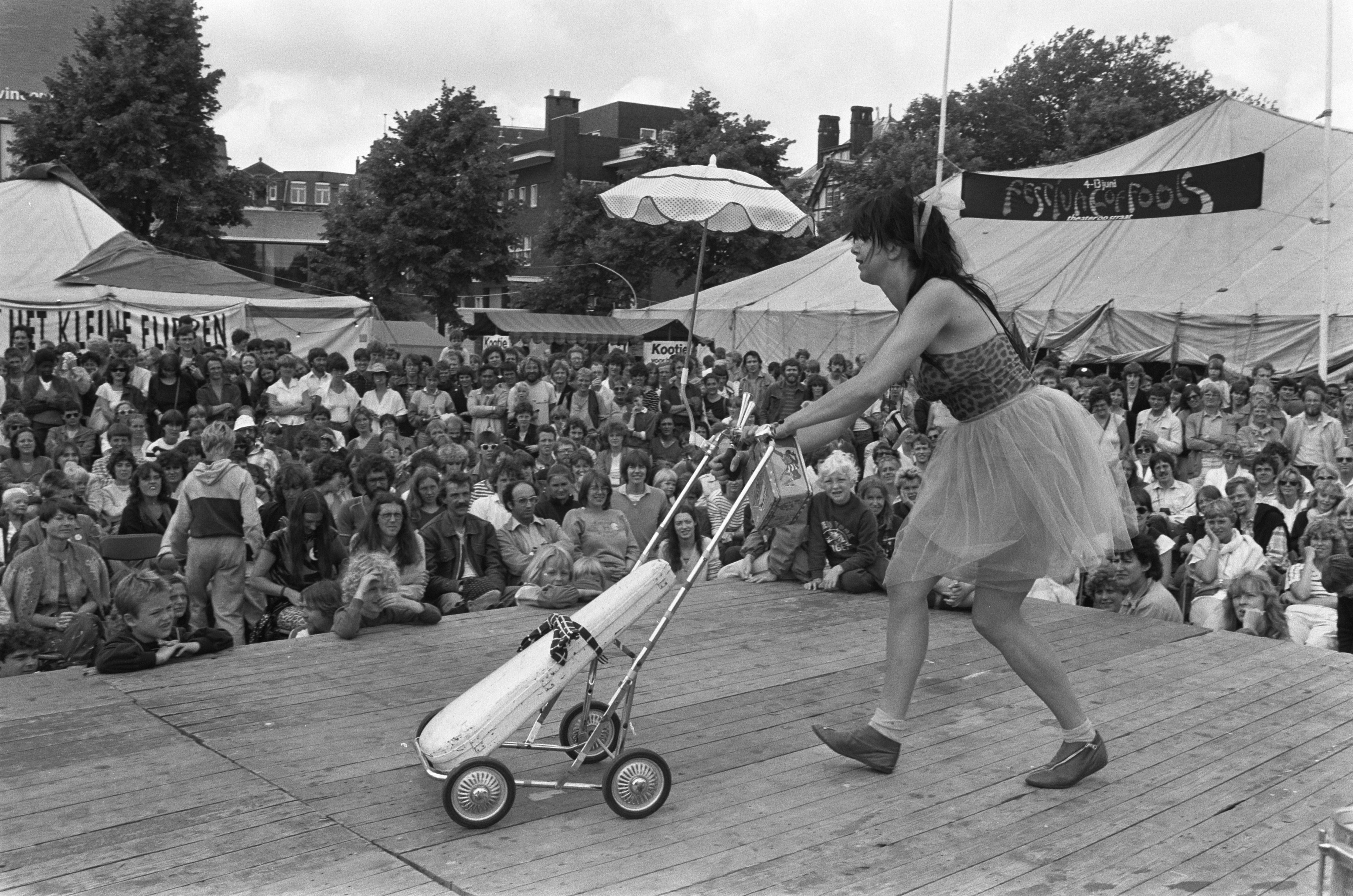
Festival of Fools, 1982. Marcel Antonisse / Anefo
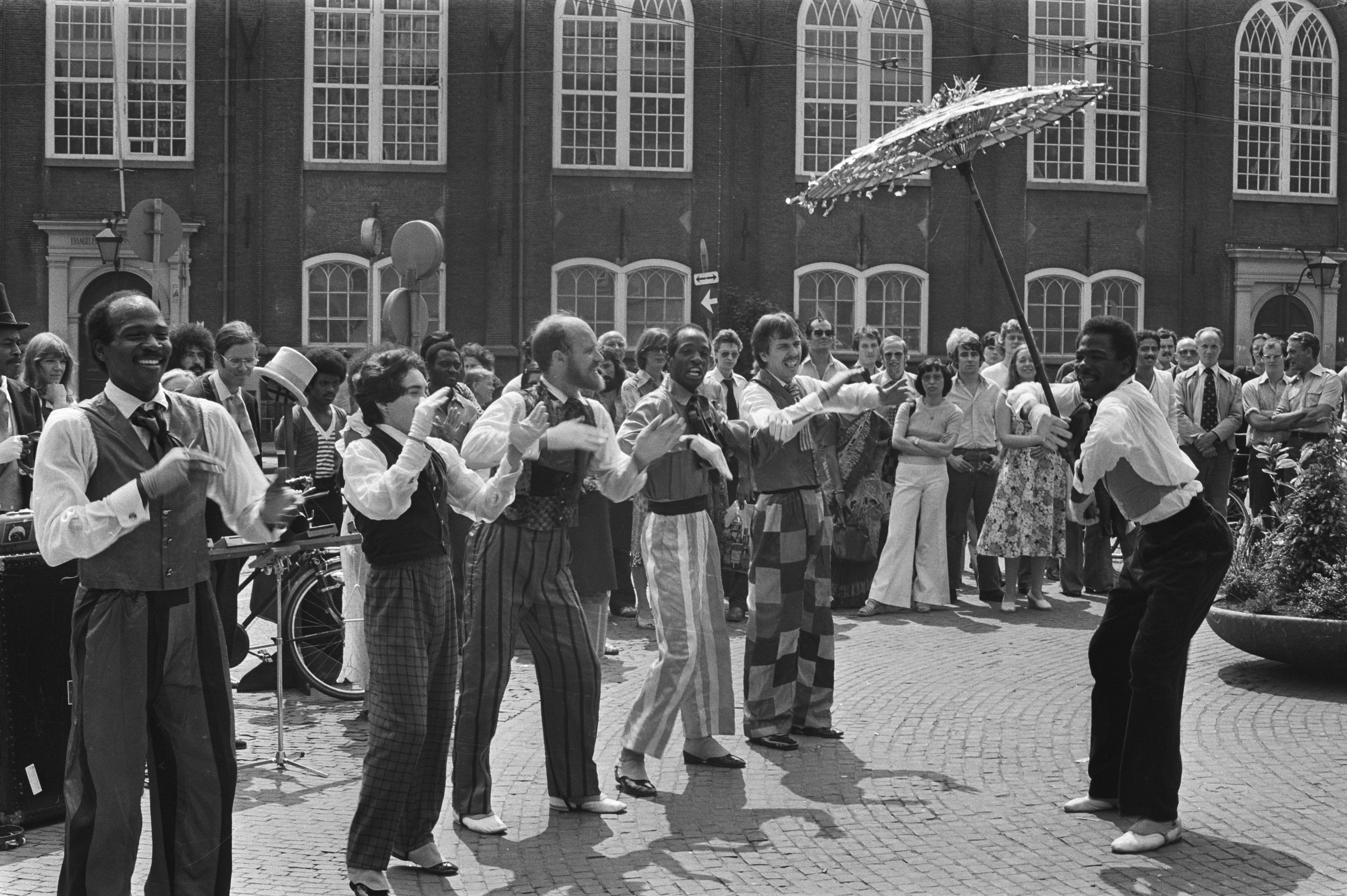
Festival of Fools, 1978. Koen Suyk / Anefo